# Bombay Dockyard

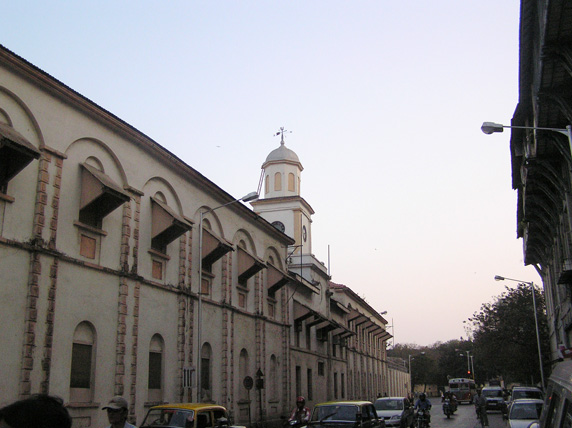
Naval Dockyard, Mumbai

Der im Jahre 1735 gegründete Bombay Dockyard in Mumbai, Indien, auch Naval Dockyard genannt, ist die größte Ausrüstungs- und Überholungswerft der Indischen Marine.

## Aufgabe
Das Gelände umfasst etwa 55 Hektar, mit über 4 Kilometern an Kais.  Die Werft steht unter dem Befehl eines Admiral Superintendenten im Range eines Vizeadmirals und beschäftigt mehr als 10.000 Personen, die meisten von ihnen Zivilpersonal.  Aufgabe der Werft ist die Wartung, Überholung und Modernisierung von Schiffen und Unterseebooten der Indischen Marine.  Soweit die Kapazitäten es zulassen, führt die Werft gegen entsprechende Bezahlung auch Reparaturen und Aus- oder Umrüstungsarbeiten an Schiffen anderer Behörden und privater Eigner durch.

## Geschichte
Schiffbau soll schon mindestens seit 1671 an der Stelle der heutigen Werft betrieben worden sein, aber die Geschichte des Bombay Dockyard beginnt im Jahre 1735. Die Britische Ostindien-Kompanie, die im Jahre 1668 ihr Hauptquartier von Surat nach Bombay (das heutige Mumbai) verlegt hatte, brachte den indischen Schiffbauer Lovji Nusserwanji Wadia (Wadia = Schiffbauer) aus Surat, wo man sich wegen des Mangels an Eichenholz Sorgen machte, nach Bombay, damit er dort eine Werft errichten und für sie Schiffe bauen sollte.  Er und die folgenden sieben Generationen von Wadias dienten der Kompanie 150 Jahre lang als Schiffbaumeister und bauten mehr als 400 Schiffe mit Malabar-Teak.  Das Bombay Dock, das erste Trockendock in Asien, wurde im Jahre 1750 in Betrieb genommen.

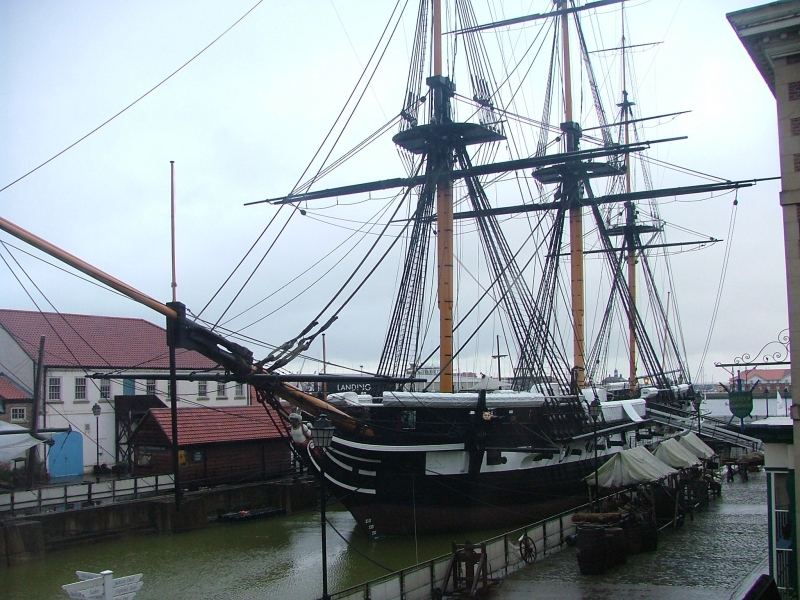
Trincomalee (2005 in Hartlepool)

Zwischen 1735 und 1856 wurden 170 Kriegsschiffe für die Britische Ostindien-Kompanie, 34 Kriegsschiffe für die britische Royal Navy und 87 Handelsschiffe dort gebaut.  Stolz der Werft aus dieser Zeit ist die 1817 gebaute 46-Kanonen-Fregatte Trincomalee von 1065 Tonnen, das nach der Constitution heute zweitälteste noch schwimmende Segel-Kriegsschiff der Welt; sie ist im historischen Teil der Docks von Hartlepool in England als Museumsschiff gedockt.
Mit dem Übergang zu Eisen als Hauptmaterial im Schiffbau änderte sich die Aufgabe der Werft im Jahre 1884 vom Schiffbau zur Reparatur und Wartung.
Am 14. August 2013 explodierte das U-Boot Sindhurakshak in der Werft.

## Anlagen
- Das Bombay Dock ist das älteste Trockendock in Asien. Es gab zwar bereits Erwägungen zum Bau eines Docks, seit die Ostindien-Kompanie 1668 nach Bombay umzog, aber der Bau begann erst im Jahre 1735 unter der Leitung von Lowji Nusservanji Wadia. Die Anlage besteht aus drei in Reihe hintereinanderliegenden Dockkammern, dem “Upper Old Bombay Dock” (1750 gebaut), dem “Middle Old Bombay Dock” (1762) und dem “Lower Old Bombay Dock” (1765). Diese Anordnung wurde gewählt, weil man so drei kleine Schiffe oder ein großes und ein kleines Schiff gleichzeitig docken konnte und weil bei guter Planung ein Schiff längere Zeit ungestört im oberen Dock bleiben konnte, während die beiden unteren Docks für Schiffe mit kürzeren Verweildauern genutzt werden konnten.
- Das Duncan Dock, benannt nach einem ehemaligen Gouverneur von Bombay, besteht aus zwei Trockendocks, dem 1807 gebauten Upper Duncan Dry Dock und dem 1810 gebauten Lower Duncan Dry Dock.
- Das so genannte Wet Basin wurde 1889 gebaut. Es wird mittels einer 18 Meter breiten Dockschleuse geschlossen, sodass der Wasserspiegel innerhalb unabhängig vom Gezeitenwechsel ist.
- Das an das Wet Basin anschließende und ebenfalls mit einer Dockschleuse verschließbare Torpedo Dock, so genannt, da es anfänglich für Torpedoboote gedacht war, wurde 1890 gebaut und 1944 erweitert, um größere Schiffe und U-Boote aufnehmen zu können.

Das Hauptverwaltungsgebäude wurde im Jahre 1807 gebaut.
Das prominenteste unter den historischen Gebäuden der Anlage ist das “Bombay Castle”, das frühere Hauptquartier der Britischen Ostindien-Kompanie und Residenz des Gouverneurs.

## Bekannte im Bombay Dockyard gebaute Schiffe
- HCS Bombay.[1]  Die 1739 gebaute Ghurab war das erste in der Werft gebaute Schiff und das erste von insgesamt zehn Kriegsschiffen dieses Namens, die hier bis heute gebaut wurden.  Sie war 27 Meter lang und mit 24 Kanonen bewaffnet, war zu ihrer Zeit das zweitgrößte Kriegsschiff der Britischen Ostindien-Kompanie, und diente der „Honourable Company“ 50 Jahre lang.
- HMS Minden.  Das Linienschiff 3. Ranges der Royal Navy lief 1810 vom Stapel.  Sie war das erste Schiff der Royal Navy, das außerhalb der britischen Inseln gebaut wurde.  Während des Krieges von 1812 zwischen den Vereinigten Staaten von Amerika und Großbritannien diente sie in der Chesapeake Bay.  Francis Scott Key soll als Gefangener an Bord der Minden vor Baltimore gewesen sein, als er den ersten Vers der späteren amerikanischen Nationalhymne The Star-Spangled Banner schrieb.
- HMS Cornwallis: Das 74-Kanonen Linienschiff 3. Ranges der Royal Navy wurde 1813 gebaut.  Auf ihm wurde im August 1842 im Hafen von Nanjing der Vertrag von Nanking verhandelt, mit dem der Erste Opiumkrieg zwischen Großbritannien und China beendet wurde und Großbritannien das „ewige Besitzrecht“ an der Insel Hongkong erlangte.
- HMS Trincomalee.  Die 38-Kanonen, 1447-Tonnen Fregatte der Royal Navy lief am 12. Oktober 1817 vom Stapel.  Sie ist das zweitälteste noch schwimmende Segel-Kriegsschiff der Welt und liegt heute in Hartlepool an der Nordostküste von England im Hafen.
- HMS Asia: Das mit 84 Kanonen bestückte Linienschiff 2. Ranges der Royal Navy lief im Januar 1824 vom Stapel und war das Flaggschiff des Admirals Edward Codrington in der Schlacht von Navarino am 20. Oktober 1827.
- HMS Bombay.  Das 84-Kanonen Linienschiff 2. Ranges der Royal Navy lief 1828 vom Stapel. Es wurde 1861 mit Schraubenantrieb ausgerüstet. Als bei einem Zielschießen bei der Flores-Insel im Río de la Plata am 14. Dezember 1864 aus unbekannten Gründen ein Feuer an Bord ausbrach, verbreitete das Ventilationssystem des Schiffes das Feuer schnell über das gesamte Schiff, das dadurch mit 86 Mann seiner 616-köpfigen Besatzung verloren ging.

## Besuch
An jedem ersten Sonntag im Monat findet ein so genannter „Heritage Walk“ statt, bei dem Besucher durch die historischen Teile der Anlage geführt werden. Die Teilnahme ist jedoch nur indischen Staatsbürgern erlaubt.
Koordinaten: 18° 55′ 43″ N, 72° 50′ 28″ O